# Francesco Torti (medico)
Francesco Torti (Modena, 30 novembre 1658 – Modena, 15 febbraio 1741) è stato un medico e anatomista italiano.

## Biografia
Nel 1678 si è laureato in filosofia e medicina presso l'Università di Bologna. Tre anni più tardi, ha ottenuto una delle due cattedre di medicina appena istituite nell'ateneo di Modena. Qui, insieme al collega Bernardino Ramazzini, titolare della cattedra "gemella" e con il quale condivideva la carica di medico di Rinaldo e Francesco II d'Este, ha cercato di informare la pratica medica di basi più scientifiche. In questa ottica rientra l'istituzione, nel 1689, di un teatro anatomico, dove Torti ha potuto offrire ai propri studenti dimostrazioni pratiche.
Nel 1712, con la pubblicazione della sua opera principale, il trattato Therapeutice specialis ad febres quasdam perniciosas online, ha fornito la più moderna classificazione delle febbri malariche -  esemplificata mediante la rappresentazione di una illustrazione nota con il nome di Albero delle febbri -, avviando il relativo trattamento terapeutico con il chinino. In particolare, egli ne ha propugnato l'efficacia attraverso l'aumento del dosaggio e la somministrazione anche per un periodo (otto giorni) successivo alla conclusione dello stato febbrile. Grazie alla Terapeutica ha ricevuto prestigiosi riconoscimenti, fra i quali la nomina a socio della Royal Society nel 1717, all'epoca presieduta da Isaac Newton, e delle vantaggiose proposte per insegnare in altre città, che tuttavia ha rifiutato per restare a Modena.
La sua produzione non si limita solo ai trattati medici, ma comprende anche dei componimenti poetici, per lo più pubblicati per celebrare le nozze di Francesco II d'Este con Margherita Farnese, degli oratori per musica, in particolare su San Filippo Neri e su Sant'Agostino, nonché una Lettera al marchese Orsi (online) - che all'inizio recava la firma, come ha chiarito il Muratori, di Lazzaro Agostino Cotta - in difesa dello stile e dell'opera di Torquato Tasso. Ha lasciato numerosi manoscritti, che sono conservati nella Biblioteca Estense. Nonostante si sia sposato due volte, Torti non ha avuto figli. Dopo la morte è stato tumulato nella Chiesa di Santa Maria della Pomposa, nella sua città natale, che lo ha ricordato intitolandogli un piazzale.

## Opere mediche principali

### Edizioni coeve
- Dissertatio epistolaris circa mercurii notiones in barometro, in B. Ramazzini, Ephemerides barometricæ mutinenses (1795), poi rifatta ed edita da sola nella variante Dissertatio epistolaris altera triceps circa mercurij motiones in barometro (1798).
- Therapeutice specialis ad febres quasdam perniciosas, inopinato, ac repente lethales, una verò China China, peculiari methodo ministrata, sanabiles, Soliani, Modena 1712 (II ed. 1730, III ed. Venezia 1732).
- Ad criticam dissertationem de abusu chinæ chinæ mutinensibus medicis perperam objecto...Responsiones jatro-apologeticæ, Soliani, Modena 1715 online.

### Edizioni postume
- Therapeutice specialis ad febres periodicas perniciosas, cui subnectuntur responsiones iatro-apologeticae ad clarissium Ramazzinum, con biografia di Muratorio, Basilio, Venezia 1743 (IV ed.; V e VI ed. rispettivamente 1755 e 1769).
- Therapeutice specialis ad febres periodicas perniciosas, 3 voll., nuova ed. a cura di C.C.J.Tombeur - O. Brixhe, Bassompierre, Liegi 1821.
- Terapeutica speciale delle febbri intermittenti perniciose, 2 voll., trad. dal latino di L. Dorotea,  Puzziello, Napoli 1843.
- Therapeutice specialis ad febres periodicas perniciosas, Tip. Camera dei deputati, Roma 1925.
- La terapia speciale delle febbri perniciose, Tip. Camera dei Deputati, Roma 1928.
- La sifilide per i sifilitici e i sani, Sonzogno, Milano 1946.
- The clinical consultations, trad. in inglese di S. Jarcho, Krieger, Malibù 2000.

## Altre opere

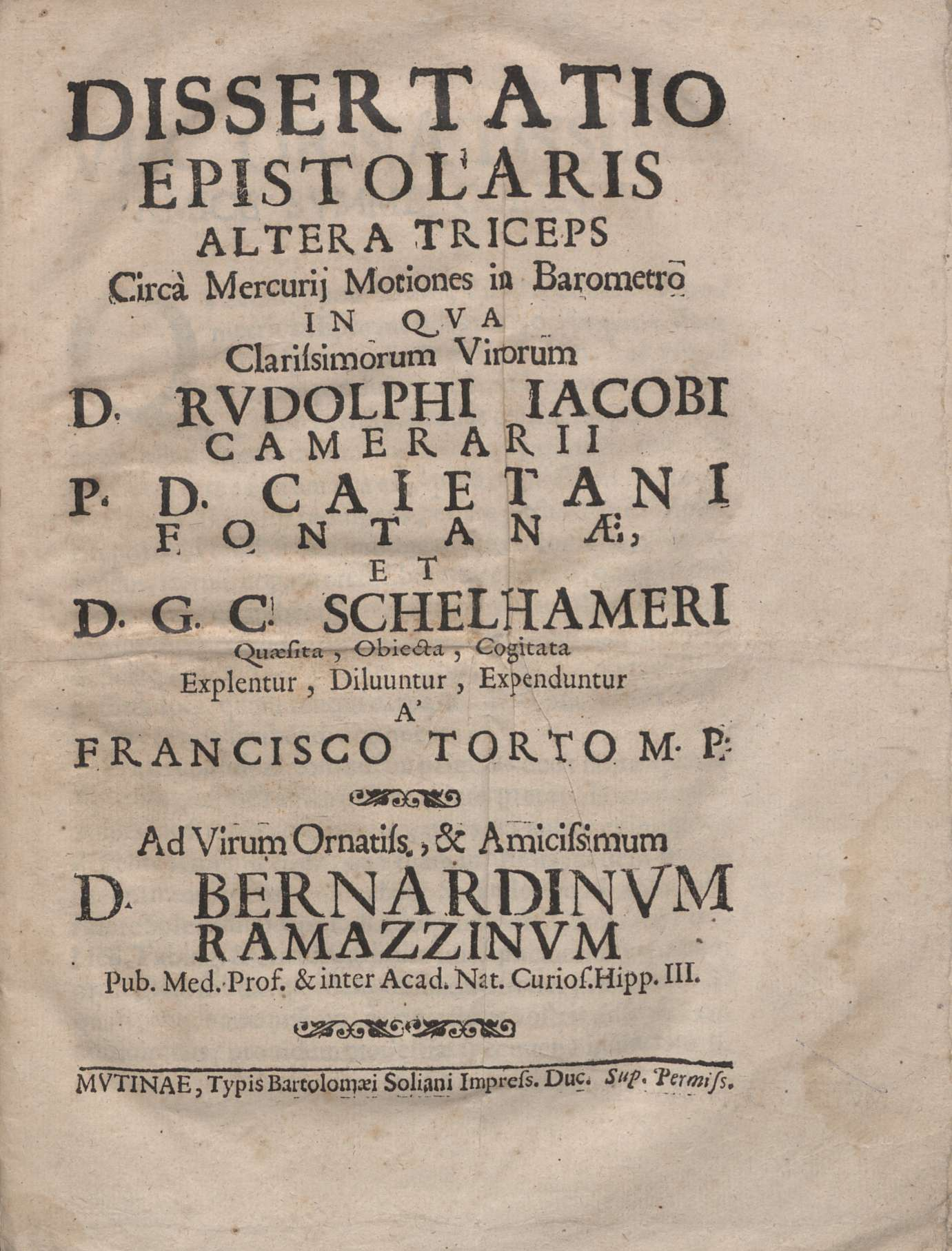
Dissertatio epistolaris altera triceps circa mercuriii motiones in barometro, 1692

- (LA) Dissertatio epistolaris altera triceps circa mercuriii motiones in barometro, Modena, Bartolomeo Soliani (1.), 1692.

### Di argomento generale
- (FR) Torti (François), in «Dictionnaire des sciences médicales. Biographie médicale», vol. 7, Parigi 1825, pp. 349–352.
- Torti (Francesco), in «Dizionario Biografico Universale», vol. V, Passigli, Firenze 1849, p. 378.
- (EN) Torti, Francis, «The English Cyclopædia. A New Dictionary of Universal Knowledge», vol. 6, Londra 1856, p. 130.
- Torti, Francesco, in «Enciclopedia Biografica Universale» , vol. 19, Istituto dell'Enciclopedia Italiana - Gruppo Editoriale L'Espresso, Roma 2007, p. 225.

### Di argomento particolare
- A. Boccabadati, Elogio di Francesco Torti, in «Memorie della Reale Accademia di Scienze, Lettere ed Arti in Modena», vol. I, Modena 1833, pp. 125–147.
- (EN) S. Jarcho, Quinine's predecessor: Francesco Torti and the early history of cinchona, Johns Hopkins University Press, Baltimora 1993.
- (LA) L.A. Muratori, Vita Francisci Torti, in Idem, Vite di alcuni uomini illustri, Napoli 1778, pp. 3–40.
- G. Tiraboschi, Torti Francesco Modenese, in Idem (a cura di), Biblioteca modenese, t. V, Soc. Tipografica, Modena 1784, pp. 271–277.